# Източно сиво кенгуру
Източно сиво кенгуру (Macropus giganteus) е едър двуутробен бозайник, от семейство Кенгурови. Той е един от най-многобройните бозайници в Австралия с популация от няколко милиона индивида.

## Разпространение
Видът е разпространен в южна и източна Австралия в района от северен Куинсланд на юг до областта, където река Мъри се влива в Индийския океан. Видът населява и остров Фрейзър. В края на 1960-те и началото на 1970-те години кенгурута от този вид са населени на остров Мария, разположен в близост до източните брегове на Тасмания. Около 10 – 20 хил. екземпляра обитават североизточната част на остров Тасмания. Те са обособени в отделен подвид – Macropus giganteus tasmaniensis.

## Физически характеристики
Мъжките на източното сиво кенгуру са с тегло 60 – 66 kg, женските 30 – 32 kg и височина около 1,5 – 1,8 m. Имат мека сива козина. По външен вид наподобява на червеното кенгуру, но за разлика от него обитава по-плодородни райони. Сивото кенгуру има по-остра муцуна, а червеното е с по-широка муцуна и черно и бяло петно в областта на гърлото. Заедно със западното сиво кенгуру те имат доста сходни белези. Източното сиво кенгуру е обикновено с по светла сива до сиво-кафява козина, която в областта на корема е почти бяла.
Развива максимална скорост от 64 km/h. Кенгурутата са добри скачачи като са способни с един подскок да изминат разстояние от 9 m. Обитават местности обрасли с храсталаци и горска пустош, земеделски земи, тревни площи и други променени от човешката ръка райони. Той е нощно животно, живее на стада, които нарастват значително при изобилие от храна. Живеят около 18 години.

## Хранене
Източното сиво кенгуру се храни предимно в нощните часове и рано сутринта като пасе основно трева. За разлика от червеното кенгуру то почти не пасе храстовидна растителност.

## Размножаване
Кенгурутата се събират в малки групи от по 2 – 3 женски, потомството им и още толкова самци. В групата между мъжките съществува йерархия, която определя получаването на по-добри източници на храна и сянка за почивка на господстващия самец. Въпреки това обаче кенгурутата не са териториални. Мъжкарите се борят за надмощие обикновено, когато женска от стадото се разгони. Начело на стадото мъжкият е не повече от година като обикновено след това умира. Половата зрялост настъпва на 1,5 – 2 годишна възраст. Чифтосват се през пролетта или началото на лятото. Бременността продължава 30 – 38 дена като повечето от ражданията настъпват през лятото. Женските обикновено са постоянно бременни, освен в деня, когато раждат. Те са в състояние да спрат развитието на ембриона до момента, в който подрастващото не напусне торбата. Този процес е известен като диапауза и може да се случи също по време на суша и в райони с недостатъчно хранителни източници. Новороденото е с тегло едва 1 g и дължина от 2,5 cm. С помощта на своята майка то изминава разстоянието от влагалището до марсупиума, където се залавя за млечно зърно и започва да суче. Съставът на млякото, произвеждано от майката варира в зависимост от нуждите на малките. Освен това майката е в състояние да произвежда два различни вида мляко едновременно за новороденото и за подрастващото малко, което е все още в торбата. Женската се грижи за младите без помощта на мъжкия. Малките са тясно зависими от своите майки за около 550 дни след което биват отбити.